# Obdurodon insignis
Obdurodon insignis és un monotrema prehistòric. Visqué durant el Miocè a Austràlia Meridional, on fou descobert l'any 1975 per Mike O. Woodburne i Dick H. Tedford a la formació d'Etudunn, al desert de Tirari.
L'holotip és una molar inferior esquerra que es troba al Museu d'Austràlia Meridional a Adelaida. Presenta sis arrels. També se n'han trobat M2 amb quatre arrels i fragments de mandíbula i pelvis. Obdurodon insignis té una canina (C1) més que el seu avantpassat Steropodon galmani. També devia tenir un bec més petit que el d'Obdurodon dicksoni.